# Пьонгчанг
Пьонгчанг е окръг в Южна Корея. Намира се на около 110 км източно от столицата Сеул, в провинция Кануън-до. Окръгът е избран за домакин на Зимните олимпийски игри през 2018 г.
Окръг Пьонгчанг се намира в планински регион, като 84% от територията му е с надморска височина над 750 м. Окръгът включва в пределите си административен център със същото име, както и седем по-малки градчета. Зимните курорти и будистките му храмове го правят една от основните туристически дестинации в страната.
На 11 юли 2011 г. МОК обявява Пьонгчанг за домакин на XXIII зимни олимпийски игри. Окръгът надделява над кандидатурите на Мюнхен и Анси. Пьонгчанг успява да спечели домакинството след два предходни неуспешни опита, когато губи надпреварата съответно от Ванкувър и Сочи.